# Female (Kryptologie)
Als Female (englisch; Plural: Females; im polnischen Original samica oder umgangssprachlich samiczkami, deutsch wörtlich: „Weibchen“, deutscher Fachbegriff: Einerzyklus, gelegentlich auch, aber weniger präzise: „Fixpunkt“) wird in der Kryptologie, speziell in Zusammenhang mit der Kryptanalyse der deutschen Rotor-Schlüsselmaschine Enigma, ein wiederholtes Auftreten eines identischen Geheimtext-Klartext-Buchstabenpaars bezeichnet, das zur Entzifferung ausgenutzt werden kann.
Das von Tony Sale formatierte Bletchley Park 1944 Cryptographic Dictionary definiert female als „The same constatation occurring at two different positions“, somit als ein an zwei verschiedenen Stellen (des aus vorliegendem Geheimtext und dem Crib, also dem vermuteten Klartextfragment, gebildeten Textpaars) erneut auftretendes identisches Buchstabenpaar.

## Verfahren

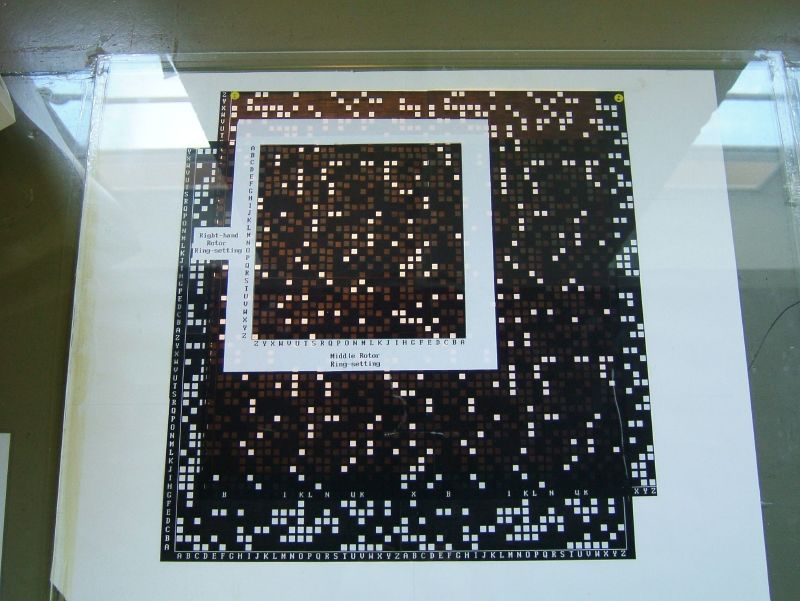
Die in B.P. verwendeten Lochblätter auf einem Leuchttisch im Bletchley-Park-Museum

Grundlage der „Weibchen“ bei der Enigma war der deutsche Verfahrensfehler der Spruchschlüsselverdopplung. Hierdurch entstanden Geheimtext-Klartext-Buchstabenmuster der Form „123123“, die die alliierten Codeknacker zum Bruch der Maschine ausnutzen konnten. Der polnische Kryptoanalytiker Marian Rejewski erkannte dies bereits 1932 und nutzte es zusammen mit seinen Kollegen Jerzy Różycki und Henryk Zygalski im polnischen Chiffrenbüro, dem Biuro Szyfrów (Abkürzung BS), um die von den Deutschen verwendeten Enigma-Spruchschlüssel zu erschließen. Hierzu kamen auch besondere Lochblätter zum Einsatz, die von Zygalski erfunden worden waren, und ab 1939, nach dem Treffen von Pyry, auch von den britischen Codebreakers im englischen Bletchley Park (B.P.) verwendet wurden (siehe auch: Konzept der Zygalski-Lochblätter). Sie wurden in B.P. von den Briten weiterentwickelt, wobei die Wirkung jeweils zweier rotierender Enigma-Walzen zusammen mit der Umkehrwalze berücksichtigt wurde, und nach dem britischen Codebreaker John Jeffreys als „Jeffreys sheets“ bezeichnet.
Mit Fallenlassen der Spruchschlüsselverdopplung zum 1. Mai 1940 (zehn Tage vor Beginn des Westfeldzugs) verloren die Alliierten diese Einbruchsmöglichkeit in den Enigma-Funkverkehr. Wie Gordon Welchman es formulierte: „Our »females« were lost to us.“

## Wortursprung
Laut Friedrich L. Bauer stammt der Begriff ursprünglich vom polnischen Wortspiel te same („die selben“) und samiczka („Weibchen“), was ins Englische übertragen und so zu female wurde. Gordon Welchman weist auf die Analogie zwischen einem Loch in den Lochblättern hin, durch das Licht des Leuchttisches hindurchscheinen kann, und der Steckbuchse (englisch: female socket) einer elektrischen Steckdose.